# Mani (divinità)

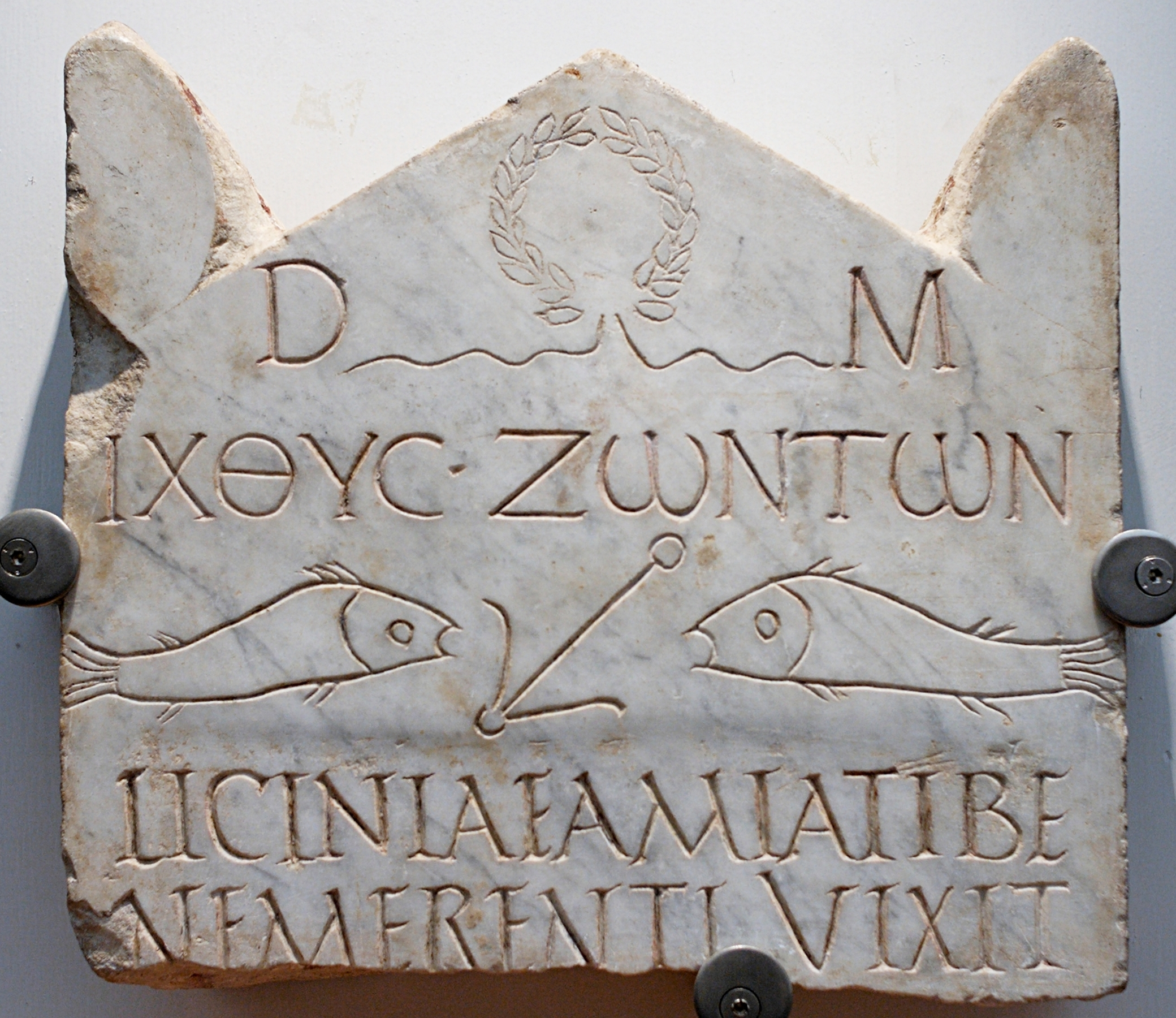
Stele di Licinia Amiate (III secolo) con dedica "Dis Manibus" (Ai Mani)

Nella religione romana i Mani (in latino Dii Manes, lett. "dei benevolenti") erano le anime dei defunti. Esse talvolta venivano identificate con le divinità dell'oltretomba.
Agostino d'Ippona nella sua opera La città di Dio, in cui cita Apuleio, riporta che sono le anime dei defunti di incerta collocazione:
(Agostino di Ippona, La città di Dio IX,11)

## Culto
Erano oggetto di devozione sia in ambito familiare che cittadino e le offerte che si indirizzavano loro erano prevalentemente di origine alimentare (vino, latte, miele, pane ecc.) segno evidente di una loro matrice prevalentemente agricola.
Due erano le feste principali nelle quali il loro culto era particolarmente sentito: i rosaria, durante i quali le tombe dei defunti venivano ornate con rose e viole e i parentalia che si celebravano ogni anno dal 13 al 21 di febbraio quando si sospendevano gli affari, i matrimoni e venivano chiusi i templi.
I sepolcri e tutto quello che contenevano erano consacrati ai Mani. Sulle urne e sugli oggetti funerari si incideva la sigla: D. M., cioè Diis Manibus (lat.): (sacri) agli Dei Mani.